# Sid Wilson
Sidney George Wilson III (Des Moines, Iowa, 20 de Janeiro de 1977), também conhecido como The DJ, DJ Starscream e #0 (ou 0) é um músico americano que atualmente faz parte da banda Slipknot.

## A carreira
Sid uniu-se em 1994 ao S.P.C. (Sound Proof Coalition). O S.P.C, além do Sid é formado por mais 3 DJ's. Esses 4 comemoraram em 2013 o seu 19º aniversário, e ainda estão constantemente trabalhando em vários projectos, juntos e independentemente, descobrindo novas músicas e ideias para trazer todos os géneros musicais juntos.
No final dos anos 1990, Sid juntou-se ao Slipknot, assumindo uma outra identidade conhecida como #0.
Sid entrou também para a banda AMPT. Junto com o DJ hardcore Rob Gee nos vocais e integrantes do Biohazard, o AMPT redefinirá sua música numa combinação de metal, hip hop e eletrónica.
Além de sua integração nos grupos citados a cima, Sid se apresenta solo também, como já dito, DJ Starscream.
Em setembro de 2012 foi confirmada a participação de Sid Wilson na nova turnê de Rob Zombie com Marilyn Manson chamada, “Twins of Evil”. e em 2008 quebrou o pe Sid irá substituir J Devil,  talvez mais conhecido como Jonathan Davis, vocalista da banda Korn que iria participar da turnê de Zombie e Mason, mas que por ordens médicas, não poderá participar.

## Álbum solo
Sid Wilson, lançou seu primeiro álbum solo no dia 13 de setembro de 2011. “Sid” está disponível apenas para a venda on line, no iTunes e em outros sites de venda de música na web. O álbum, demorou seis anos para ficar pronto, e foi escrito, produzido, instrumentado e gravado pelo próprio Sid, mixado por Ross Robinson, famoso por impulsionar o new metal na década de 90 e Tobias Lindell (que já mixou álbuns de bandas como Europe). E pela primeira vez o DJ mostra o seu trabalho como cantor.
Em entrevista para Billboard, Sid disse que o disco tem influência de todas as bandas que ele cresceu escutando como o Beastie Boys e Skinny Puppy. E também contou que algumas músicas do disco têm influências do Rock and Roll e Hip-Hop.
O álbum, começa com uma intro intitulada "Paul" que contém o áudio do baixista do Slipknot falando sobre Sid, gravada antes de sua morte em 2010. Outras músicas do CD incluem o primeiro single "Nervous Central" e "Flate Lace", que Sid escreveu para Paul 5 anos antes de sua morte. "É apenas sobre as diferentes lutas em sua vida" disse Wilson à Billboard.com, "foi apenas a minha maneira de deixá-lo saber que eu estava sempre lá para ele e que eu estava ciente das coisas que ele tinha de lidar. É definitivamente difícil (de cantar). É difícil para mim mesmo falar sobre isso."

## Máscara
A primeira máscara do Sid, era uma máscara de Gás C3 canadense e também sete outros modelos de máscaras de gás. O C3 foi utilizado para o álbum  Slipknot. A seguinte máscara que ele usou para a  Iowa tinha a mesma cara, exceto que havia dentes na área da boca. Era também uma máscara semelhante a um crânio. Para o Vol. 3: (The Subliminal Verses), a máscara do Wilson mudou bastante da original máscara de gás. Ela já parecia um verdadeiro crânio, com dois ou três dentes tortos. Ele mudou a máscara para uma (Full-Boss) parecida com um crânio.
Atualmente, sua máscara para o mais recente álbum All Hope Is Gone é conhecida por ter as suas sobrancelhas e boca, num movimento mecânico parecidas como a de um robo do filme transformers. Trata-se de rumores de que a máscara é feita para assemelhar Starscream, o seu DJ homónimo. A sua máscara eletrônica sobre os olhos também são conhecidos para acender cores diferentes, mais notavelmente vermelho como visto durante o vídeo para a música " Psychosocial".

## Sobre Sid
Sid é o mais sarcástico e também o mais novo dentre os membros do Slipknot. É conhecido também por ser o mais louco e insano. Durante os shows, ele gosta de pular no público ou sobre seu próprio equipamento. Reivindica sofrer de "Organic Brain Syndrome" (síndrome orgânica do cérebro). Os passatempos preferidos de Sid são: Snowboarding, esculpir com argila e cozinhar. Quando perguntado sobre com qual banda ele gostaria de fazer uma turnê, ele respondeu: "Particularmente, gostaria de fazer uma turnê com o Beastie Boys. Quando comecei a ser DJ, dançar e escutar Hip-Hop, os Beastie Boys foram uma grande influência. Eu sempre escutei eles".

## Discografia

### Com Slipknot
- 1999:  Slipknot
- 2001:  Iowa
- 2004: Vol. 3: (The Subliminal Verses)
- 2008: All Hope Is Gone
- 2014: .5: The Gray Chapter

### DJ Starscream
Álbuns remix
- 2003: Full Metal Scratch-It
- 2003: Abunaii Sounds - Tataku On Your Atama
- 2005: Sound Assault
- 2005: Live at Konkrete Jungle New York City

Álbuns solo
- 2006: The New Leader
- 2009: King Of The Jungle
- 2012: Keen X SID: Repeat

### Outras aparências
- 2002: Stone Sour (Stone Sour)
- 2004: The Pre-Fix for Death (Necro)
- 2006: The Songs for Death Note the movie～the Last name Tribute～ (with Hiroshi Kyono)
- 2007: Nu Riot (Wagdug Futuristic Unity)
- 2008: Hakai (Wagdug Futuristic Unity)